# Михаїл Коґелнічану
Михаїл Коґелнічану (рум. Mihail Kogălniceanu, *6 вересня 1817, Ясси, Молдовське князівство — 20 (1 липня) 1891, Париж) — румунський державний і політичний діяч, прем'єр-міністр і міністр закордонних справ Румунії, історик, письменник, публіцист, ідеолог і керівник румунської революції 1848.

## Життєпис
Народився 6 вересня 1817 в Молдавському князівстві. Навчався в Яссах, потім у Королівстві Франція і Німеччині (1834-1838). У 1837 вийшла брошура Коґелнічану французькою мовою «Нарис про циган», що стала першим протестом в румунській літературі проти рабства циган. Організував в 1840 журнал «Літературна Дакія» («Dacia literară»), де в програмній статті заявляв, що переклади не роблять літературу, і закликав розвивати власну творчість, що ґрунтувалася б на історичному матеріалі, сучасного життя і народних звичаях. У 1843-1844 читав лекції з історії в молдовській Михайлівській академії. Після придушення в революційного руху в травні 1848 у в Молдовському князівстві, жив в еміграції в Чернівцях до 1849. Написав працю «Побажання національної партії Молдови», в якій пропонував програму демократичних перетворень і вимагав об'єднання Молдовського князівства та Валахії в єдину Румунську державу. Цей документ висував широку програму демократичних реформ: рівність громадянських і політичних прав, особиста свобода, наділення селян землею за викуп і інше. Видавав в Яссах газету «Стяуа Дунеря» (Зірка Дунаю), що пропагувала ідею об'єднання Дунайських князівств.

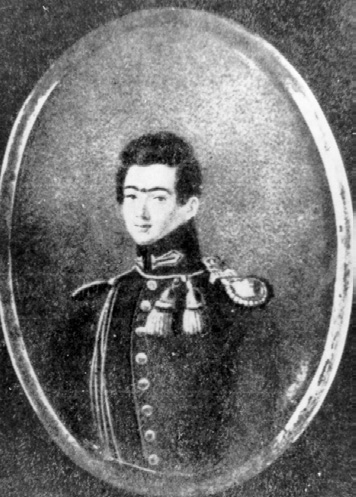
Коґелнічану в молодості

## Політичне життя
У 1860-1861 очолював уряд Молдовського князівства. Дотримувався ліберальних ідей. Після утворення Румунії при Александру Куза займав ряд високих посад в новій державі. У 1863-1865 — Глава уряду, а в 1876, 1877-1878 міністр закордонних справ Румунії. Здійснив ряд реформ:
- секуляризація монастирських земель (25 грудня 1863), які займали до чверті сільськогосподарської площі Румунії;
- прийняв кримінальний і цивільний кодекси;
- закон про шкільну освіту;
- реорганізація адміністративної системи по французькій моделі;
- аграрна реформа 1864 (яка призвела до його відставки в 1865).

Період його прем'єрства збігся з черговим сплеском болгарського четнічеського руху. Після перебазування чет Хаджі-Димитра і Стефана Караджі з Румунії до Болгарії, румунський уряд було звинувачено Портою і в порушенні нейтралітету і допомоги болгарським повстанцям. У зв'язку з чим, Коґелнічану виступив в румунському парламенті з заспокійливою промовою, підкресливши, що Румунія як і раніше лояльна до Османської імперії.
Але пізніше, на посаді міністра закордонних справ, Коґелнічану в квітні 1877 напередодні російсько-турецької війни 1877—1878, підписав конвенцію про прохід російських військ через Румунію, і 9 (21) травня 1877 проголосив в палаті депутатів незалежність Румунії. З 1869 Коґелнічану — член румунського Академічного товариства, в 1887-1890 президент Румунської академії.
У 1886 Коґелнічану тяжко захворів. Він помер в 1891 в Парижі під час операції. Похований в Яссах.
Коґелнічану належать праці з історії, публікації архівних матеріалів («Літописи Молдовської держави», т. 1-3, 1845-52 і ін.), Ряд новел, нарисів («Втрачені ілюзії», 1841; «Фізіологія провінціала в Яссах» , 1844) і п'єс («Дві жінки проти одного чоловіка», 1840), незакінчений соціальний роман «Таємниці серця» (1850). Когелнічану видавав журнали «Літературна Дакія» (1840) і «Пропешіря» («Propăşirea», 1844).

## Спадщина

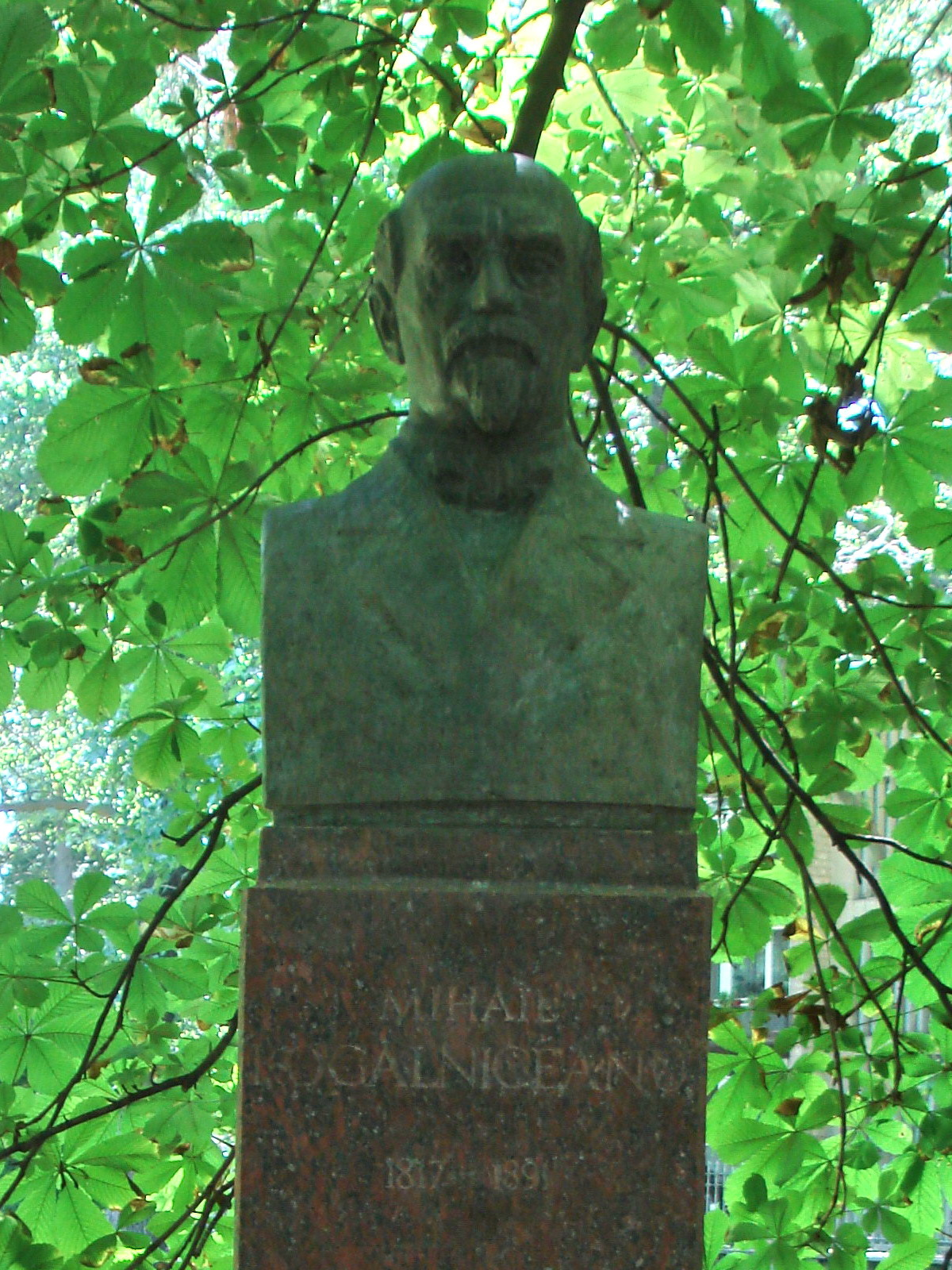
Погруддя в Алеї Класиків

- Іменем Коґелнічану названа одна з вулиць Кишинева (колишня Пирогова) та ліцей.
- Його бюст встановлений на Алеї Класиків.
- У Кишиневі відкрито Музей румунської літератури ім. М. Коґелнічану.
- У 1990 був заснований румунсько-німецький ліцей імені Михаїла Коґелнічану.
- Іменем Коґелнічану названо близько десятка сіл та комун Румунії, а також аеропорт у однойменній комуні у повіті Констанца.

## Твори
- Documente diplomatice, Buc., 1972.
- Texte social-politice alese, Buc., 1967.
- Scrieri literare, istorice, politice, Buc., 1967.